# Gheorghe Tinca
Gheorghe Tinca (n. 21 septembrie 1941, București, România – d. 11 aprilie 2024) a fost un politician român, care a îndeplinit funcția de ministru al apărării în Cabinetul Văcăroiu.